# Rádio Difusora Pantanal
A Rádio Difusora Pantanal é uma emissora de rádio da cidade de Campo Grande, em Mato Grosso do Sul. Opera na frequência 101.9 MHz. Fundada em 1939, é a rádio mais antiga do estado. Representa o pioneirismo do rádio na Região Centro-Oeste, em específico no estado de Mato Grosso, antes da divisão. Não só no estado, quanto na cidade de Campo Grande. Logo após a sua fundação, dez anos depois, em 1949, era fundada a Rádio Cultura, que operou na frequência de 680 kHz AM e atualmente migrou como H'ora 92.3 MHz FM. É uma das rádios mais ouvidas da Microrregião de Campo Grande.

## História

### Difusora de Campo Grande
Na década de 30 surgiam várias emissoras de rádio que se tornariam famosas, dentre elas a Rádio Record de São Paulo; a Rádio Nacional do Rio de Janeiro de 1936 e a Rádio Tupi de São Paulo de 1937. Em 26 de agosto de 1939, surgiu a PRI-7, a Sociedade Rádio Difusora de Campo Grande, AM-1240KHz. A Difusora colocava o antigo Mato Grosso na Era do Rádio: primeira do estado e da Campo Grande de então, silenciosa, pequena, bucólica.
A Difusora quebrou o silêncio reinante dando voz à cidade e seus moradores. Seu lançamento presenteou o Centro-Oeste, mostrando a pujança e iniciativa do empresariado campo-grandense. A inauguração da nossa Difusora aconteceu no dia do aniversário de Campo Grande: 26 de agosto, quando a cidade festejava seus 40 anos de Emancipação político-administrativa.

### Profissionais
A Difusora atraiu grandes profissionais do rádio que contribuíram para a sedimentação da radiodifusão no antigo Mato Grosso, que exportaram a novidade, criaram novos profissionais do setor, influenciando o progresso e veiculando as novidades que aconteciam no mundo através das ondas do rádio.
A emissora passou a participar das mais importantes decisões da vida social e política desta sociedade. O alto nível de seus profissionais, imprimiu no consciente coletivo que ainda permanece em nossos dias. Ao longo de sete décadas de existência a Difusora virou a boa amiga de todos os momentos, papel que apenas e tão somente as emissoras de Ondas Médias conseguem desenvolver ainda na atualidade. De certa forma, essas emissoras passam a ser, com seus profissionais, programações e atitudes, um membro da família.

### Difusora Pantanal
Ao longo de sua existência a Difusora passou por transformações necessárias para que se adaptasse aos novos tempos. Em 1995 agregou à sua programação “esportes e notícias” filiando-se a Rede CBN, incorporando ao seu nome fantasia CBN Pantanal (inicialmente CBN Morena devido o arrendamento a Rede Matogrossense de Comunicação), permanecendo na rede por 10 anos.

### Som Digital
Hoje, na plenitude de seus 70 anos, passou a se chamar Difusora Pantanal (AM-1240 kHz AM). Como marca do seu pioneirismo, revoluciona novamente o rádio com uma programação extremamente versátil, e manda para o ar Som Digital', estéreo, graças a investimentos feitos no sentido de digitalizar as Ondas Hertzianas. O novo equipamento bombeia som num raio de 300 quilômetros em linha reta, preenchendo os vazios que os transmissores valvulados não conseguiam preencher. Na Internet, sua programação ganha preferência nacional e internacional, podendo ser acessada pelo www.difusorapantanal.com.br.